# Luriac
Luriecq és un municipi francès situat al departament del Loira i a la regió d'Alvèrnia-Roine-Alps. L'any 2007 tenia 952 habitants.

## Demografia

### Població
El 2007 la població de fet de Luriecq era de 952 persones. Hi havia 380 famílies de les quals 104 eren unipersonals (58 homes vivint sols i 46 dones vivint soles), 113 parelles sense fills, 142 parelles amb fills i 21 famílies monoparentals amb fills.
La població ha evolucionat segons el següent gràfic:
Habitants censats

### Habitatges
El 2007 hi havia 568 habitatges, 386 eren l'habitatge principal de la família, 124 eren segones residències i 57 estaven desocupats. 501 eren cases i 67 eren apartaments. Dels 386 habitatges principals, 286 estaven ocupats pels seus propietaris, 82 estaven llogats i ocupats pels llogaters i 18 estaven cedits a títol gratuït; 3 tenien una cambra, 18 en tenien dues, 59 en tenien tres, 105 en tenien quatre i 200 en tenien cinc o més. 285 habitatges disposaven pel capbaix d'una plaça de pàrquing. A 151 habitatges hi havia un automòbil i a 192 n'hi havia dos o més.

### Piràmide de població
La piràmide de població per edats i sexe el 2009 era:
| Homes | Edats   | Dones |
| ----- | ------- | ----- |
| 0     | 95 o +  | 0     |
| 0     | 90 a 94 | 0     |
| 4     | 85 a 89 | 4     |
| 20    | 80 a 84 | 16    |
| 32    | 75 a 79 | 24    |
| 24    | 70 a 74 | 24    |
| 12    | 65 a 69 | 20    |
| 20    | 60 a 64 | 12    |
| 20    | 55 a 59 | 16    |
| 32    | 50 a 54 | 16    |
| 32    | 45 a 49 | 36    |
| 32    | 40 a 44 | 12    |
| 16    | 35 a 39 | 20    |
| 44    | 30 a 34 | 32    |
| 24    | 25 a 29 | 24    |
| 16    | 20 a 24 | 20    |
| 20    | 15 a 19 | 4     |
| 16    | 10 a 14 | 8     |
| 24    | 5 a 9   | 12    |
| 20    | 0 a 4   | 24    |

## Economia
El 2007 la població en edat de treballar era de 584 persones, 433 eren actives i 151 eren inactives. De les 433 persones actives 398 estaven ocupades (229 homes i 169 dones) i 35 estaven aturades (15 homes i 20 dones). De les 151 persones inactives 60 estaven jubilades, 42 estaven estudiant i 49 estaven classificades com a «altres inactius».

### Ingressos
El 2009 a Luriecq hi havia 415 unitats fiscals que integraven 1.099,5 persones, la mediana anual d'ingressos fiscals per persona era de 16.655 €.

### Activitats econòmiques
Dels 43 establiments que hi havia el 2007, 1 era d'una empresa alimentària, 5 d'empreses de fabricació d'altres productes industrials, 15 d'empreses de construcció, 7 d'empreses de comerç i reparació d'automòbils, 2 d'empreses de transport, 5 d'empreses d'hostatgeria i restauració, 1 d'una empresa d'informació i comunicació, 1 d'una empresa financera, 3 d'empreses immobiliàries i 3 d'empreses de serveis.
Dels 18 establiments de servei als particulars que hi havia el 2009, 2 eren tallers de reparació d'automòbils i de material agrícola, 1 paleta, 3 guixaires pintors, 5 fusteries, 1 lampisteria, 3 electricistes, 1 empresa de construcció i 2 restaurants.
Dels 3 establiments comercials que hi havia el 2009, 1 era una botiga de menys de 120 m², 1 una fleca i 1 una carnisseria.
L'any 2000 a Luriecq hi havia 26 explotacions agrícoles que ocupaven un total de 637 hectàrees.

## Equipaments sanitaris i escolars
El 2009 hi havia una escola elemental.

## Poblacions més properes
El següent diagrama mostra les poblacions més properes.